# فیلیکس منیل
فیلیکس منیل (فرانسوی: Félix Mesnil‎؛ ‏ ۱۲ دسامبر ۱۸۶۸ – ۱۵ فوریهٔ ۱۹۳۸) زیست‌شناس، جانورشناس، قارچ‌شناس، جلبک‌شناس و گیاه‌شناس اهل فرانسه بود. وی در اکول نرمال سوپریور تحصیل کرد و در آنجا از شاگردان آلفرد متیو ژیار بود. وی از سال ۱۹۸۲ در انستیتو پاستور مشغول به‌کار شد و مدتی دستیار لویی پاستور بود و در عین حال در آزمایشگاه ایلیا مچنیکو، مطالعاتی در زمینهٔ ایمنی‌شناسی سلولی، فیزیولوژی و آسیب‌شناسی مقایسه‌ای انجام داد. منیل و شارل لاوران ثابت کردند انگل ایجادکنندهٔ لیشمانیاز احشایی (که نخستین بار توسط ویلیام بوگ لیشمن توصیف شده بود) نوعی پروتوزوآ متفاوت با تریپانوزوم (عامل ایجادکنندهٔ بیماری خواب) و پلاسمودیوم (عامل ایجادکنندهٔ مالاریا) است. وی موقتاً این انگل را پریوپلاسما دانووانی نامید و بعدها رونالد راس نام «لیشمانیا» را برای این سرده پیشنهاد کرد. او در سال ۱۹۲۰ با همکاری امیل روبو توانستند نخستین عفونت تجربی را با استفاده از پلاسمودیوم ویواکس در شامپانزه معمولی ایجاد کنند.
وی از سال ۱۹۲۱ به عضویت فرهنگستان علوم فرانسه درآمد و همچنین برندهٔ جوایزی نشان لژیون دونور (فرمانده) شده است. وی در سال ۱۹۳۱ عضو افتخاری فرهنگستان ملی پزشکی شد.